# Kulbhushan Kharbanda
Kulbhushan Kharbanda (hindi: कुलभूषण खरबंदा, Kulbhūṣaṇ Kharbandā, ur. 21 października 1944) – indyjski aktor filmowy.
Kulbhushan Kharbanda uzyskał wykształcenie w Indyjskim Instytucie Filmu i Telewizji w państwowej szkole aktorskiej w Punie. Zadebiutował w 1974 roku w Jadu Ka Shankh. Obok Naseeruddin Shaha, Shabana Azmi, Om Puri i Smita Patil zalicza się do grupy aktorów tzw. „Nowego Indyjskiego Kina”, która w latach 70. i 80. angażowała się w produkcję filmów artystycznych, o problematyce społecznej, politycznej i obyczajowej.
Kharbanda wystąpił we wszystkich trzech filmach reżyserki Deepy Mehty stanowiących jej trylogię: Ogień (1996), Ziemia (1998) i Woda (2005). Zagrał też w filmach, które zyskały duże uznanie na Zachodzie: Monsunowe wesele (2001) i Lagaan: Dawno temu w Indiach (2001).

## Filmografia
- Brothers (2015)
- Ek – The Power of One (2008)
- Manorama Six Feet Under (2007)
- Lage Raho Munna Bhai (2006)
- Woda (2005)
- Fight Club – Members Only (2006)
- Lagaan: Dawno temu w Indiach (2002)
- Monsunowe wesele (2001)
- Mela (2000)
- Hera Pheri (2000)
- Ziemia (1998)
- Border (1997)
- Ogień (1996)
- Naseem (1995)
- Mohra (1994)
- Arth
- Trikal
- Gupt: The Hidden Truth
- Ghulami (1985)
- Silsila (1981)
- Chan Pardesi
- Shaan
- Kalyug
- Junoon
- Nishaant (1975) - policjant Patel